# Ishim計画
Ishim計画とはロシアとカザフスタンが共同で進めていた空中発射ロケットによる超小型人工衛星打ち上げ計画である。

## 概要
MiG-31に空中発射ロケットを搭載して打ち上げる計画だった。アメリカで国防高等研究計画局(DARPA)が進めていたALASA(Airborne Launch Assist Space Access)と同様の概念で先行していた。
カザフスタン政府はモスクワ熱技術研究所と2006年に低軌道に小型衛星を投入するためのIshimスペースシステムの開発に調印した。
カザフスタンはソビエトの崩壊時に43機のMiG-31を保有していた。
1,100 lb (500 kg)から6,600 lb (3,000 kg)の宇宙機の用途を代替する予定。新しい衛星は地上に設置された気象と情報装置と同様に衛星のリモートセンシングや、さらには熱帯低気圧やオゾン層や大気汚染や温室効果の監視を予定していた。さらに山火事や石油やガスのパイプラインの監視も視野に入れており、科学者と設計者達は通常の滑走路から高速機で小型衛星を軌道に投入する事は十分可能であると信じていた。ロケットは3段か4段式の10トンの固体ロケットで高度12 mi (19 km)でMiG-31から分離して打ち上げる予定だった。
MiG-31は最大離陸重量は50トン近くあり、高度12 mi (19 km)で巡航可能で最高速度は1,800 mph (2,900 km/h)でこの種の用途に適していると考えられた。しかしながら、MiG設計局はこの計画のためには改修が必要であるとされ、同様に専用の固体推進式ロケットも開発される予定だった。研究所では類似のロケットを既に開発していてこの計画に実装された。新しいロケットはスタールト1の小型版だった。カザフスタンの大統領のヌルスルタン・ナザルバエフはこの計画を支援した。イスラエル・エアロスペース・インダストリーズ、フィンメッカニカ、ラファエル、サリー･サテライト･テクノロジーなど、複数の企業から問い合わせがあったものの、技術的な困難に見合うだけの市場は見込めないと判断され、2007年に計画は中止された。